# Złotoria (województwo kujawsko-pomorskie)
Złotoria – wieś w Polsce położona w województwie kujawsko-pomorskim, w powiecie toruńskim, w gminie Lubicz.
Przez miejscowość przepływa struga Jordan, dopływ Drwęcy.

## Historia
Wieś królewska starostwa bobrownickiego położona była w końcu XVI wieku w powiecie lipnowskim ziemi dobrzyńskiej. Do 1954 roku miejscowość była siedzibą gminy Złotoria. W latach 1975–1998 miejscowość należała administracyjnie do województwa toruńskiego.
W 1242 była własnością biskupów włocławsko-kujawskich, w 1262 lokowana na prawie niemieckim. Administracyjnie należała do ziemi dobrzyńskiej i jest jej częścią pod względem historyczno-geograficznym. Po 1343 roku w Złotorii, z inicjatywy króla polskiego Kazimierza Wielkiego, powstał zamek na miejscu dawnego drewnianego grodu książąt mazowieckich w celu ochrony granicy Królestwa Polskiego z, należącą wtedy już do państwa krzyżackiego, ziemi chełmińskiej (na przeciwnym brzegu Drwęcy). Zamek ten stracił na znaczeniu (również militarnie) po ponownym przyłączeniu ziemi chełmińskiej do Polski w 1466 roku i wygnaniu z niej Krzyżaków, którzy wcześniej ją zajęli, co się wiązało z zanikiem granicy. W 1375 roku starostą Złotoryskim był Krystyn ze Skrzypna Od 1379 roku ziemia dobrzyńska przejściowo we władaniu Władysława Opolczyka. W 1391 roku Złotoria zastawiona została Krzyżakom przez Władysława Opolczyka. Rok później uczynił to samo z resztą ziemi dobrzyńskiej. Król Władysław Jagiełło postanowił wykupić tę ziemię z rąk Zakonu, dlatego zwołał w 1404 r. Sejm do Korczyna, który nałożył na szlachtę obowiązek płacenia podatku. Dzięki temu w 1405 roku ziemia dobrzyńska wraz ze Złotorią wróciła do Polski.
Tu w maju 1411 doszło do wymiany opieczętowanych dokumentów I pokoju toruńskiego.

## Zabytki
- ruiny zamku Kazimierza Wielkiego zbudowanego około połowy XIV wieku z inicjatywy króla Polski Kazimierza Wielkiego, położone przy ujściu Drwęcy do Wisły. W 1391 zamek oddany w zastaw Krzyżakom, zwrócony Polsce w 1405, w 1409 zniszczony przez Krzyżaków podczas wojny polsko-krzyżackiej
- neogotycki kościół św. Wojciecha z 1906, z barokowym wyposażeniem wnętrza, częściowo pochodzącym z rozebranego kościoła dominikanów w Toruniu, zbudowany na miejscu wcześniejszego drewnianego
- domy wiejskie z XIX w. (murowane z cegły i drewniane konstrukcji wieńcowej)
- stalowo-drewniany most z końca XIX wieku
- fragmenty kordonu granicznego carsko-pruskiego
- szachulcowy budynek Dyrekcji Zarządu Dróg Wodnych z XIX w.

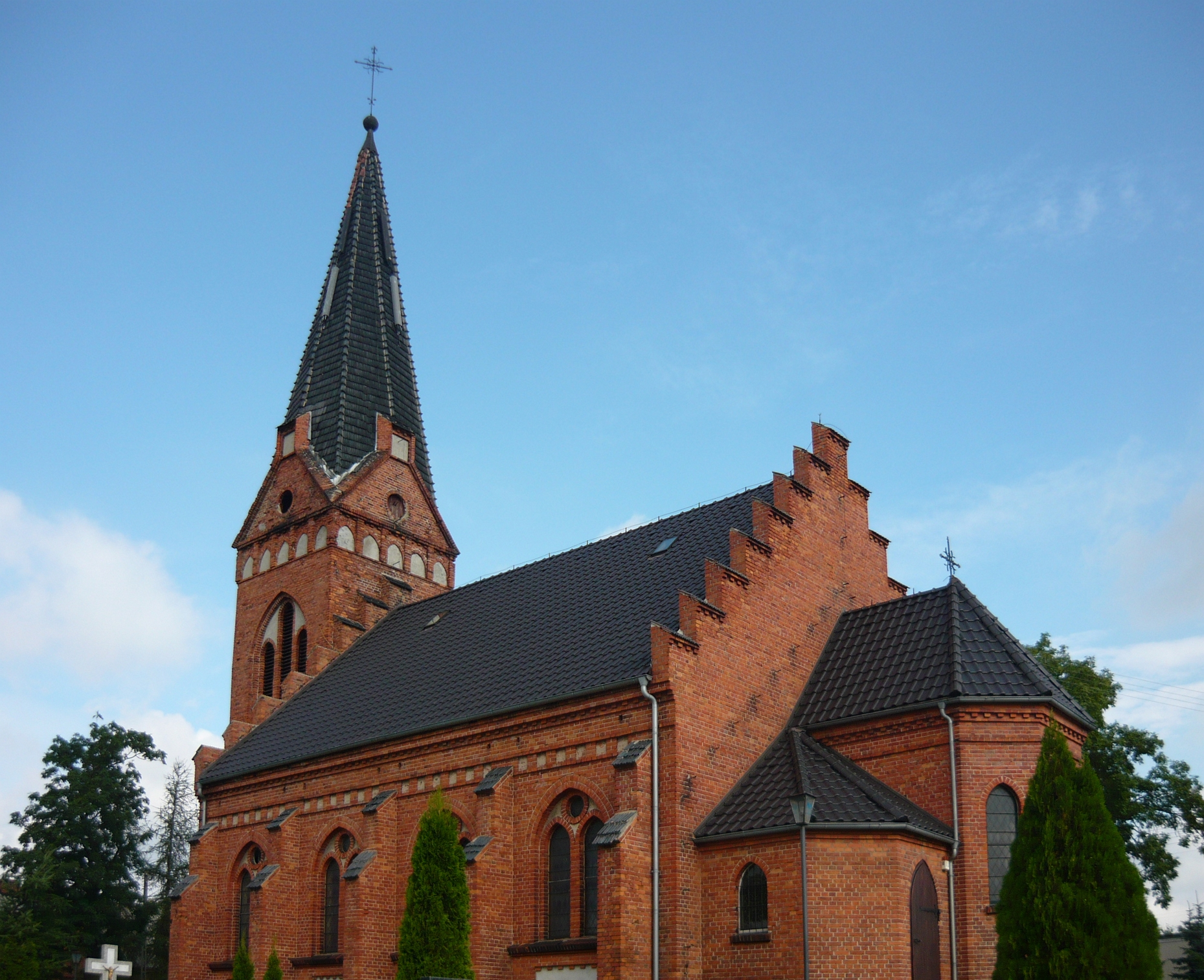
Kościół pw. św. Wojciecha
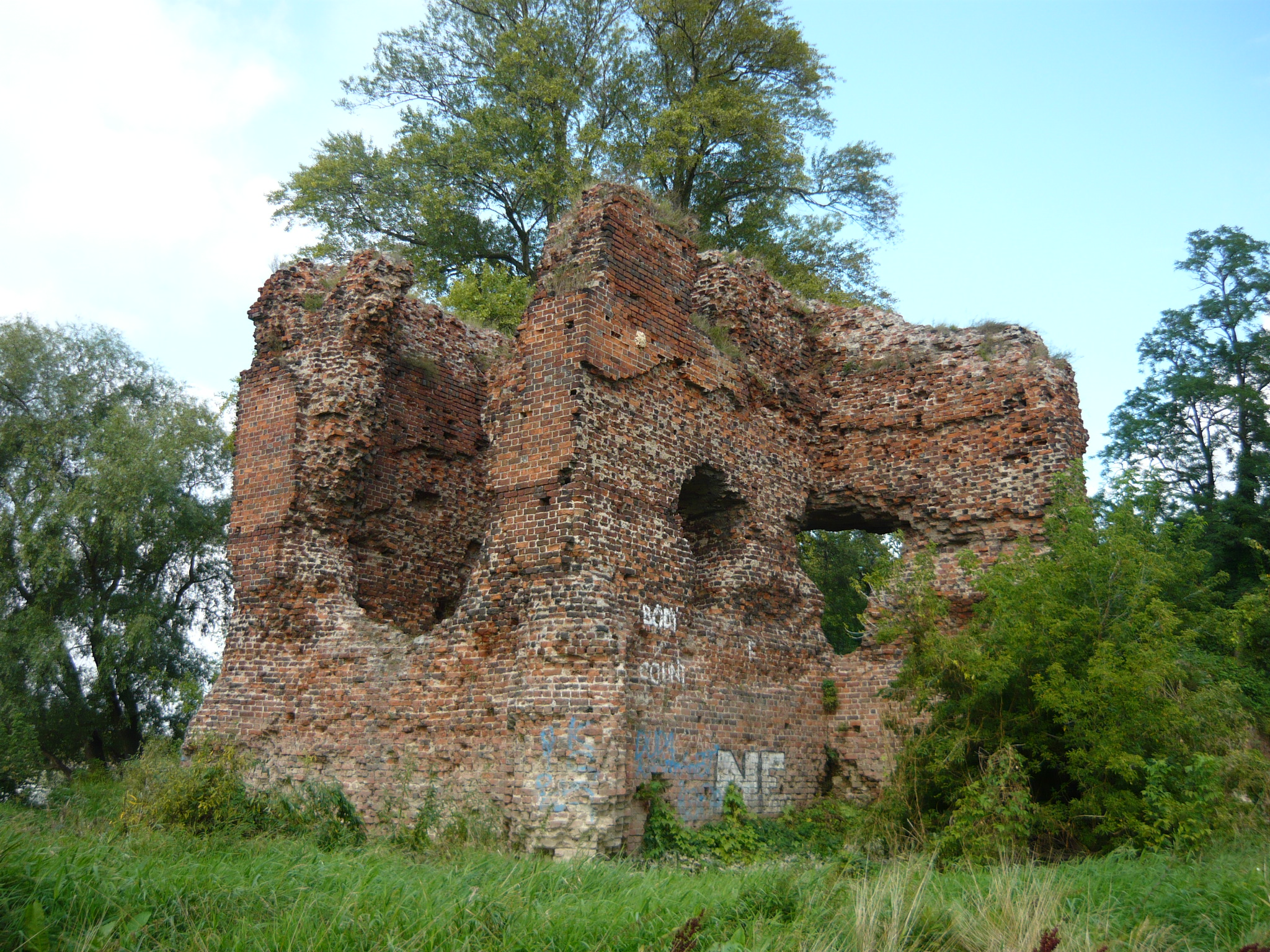
Ruiny zamku

## Sport
W Złotorii od 1968 roku funkcjonuje klub sportowy Flisak Złotoria. W jego barwach występowali m.in. Jarosław Maćkiewicz, Robert Kłos, Przemysław Boldt.

## Urodzeni w Złotorii
- Albert Cäsar Kalkowski
- Robert Kłos